# Кобылины
Кобылины — русские дворянские роды. Род внесён в Бархатную книгу.

## История
В Общий Гербовник внесены две фамилии Кобылиных:
1. Потомство Гланда Камбилы, выехавшего к великому князю Александру Невскому (VI, 10). Сухово-Кобылины того же происхождения (II, 26).
2. Потомки Константина Кобылина — Андрей и Степан, за которыми (1516) писаны поместья (IX, 12)[2].

Один из родов Кобылиных, которому бездоказательно приписывается происхождение от боярина Андрея Кобылы, восходит к середине XVII века и был внесён в VI часть родословной книги Тверской и Новгородской губерний Российской империи.
Во 2-м казанском походе Ивана Грозного в феврале 1550 года погиб Андрей Константинович Кобылин, а в 1552 году погибли Макар Константинович и Роман Семёнович Кобылины и их имена вписаны в синодик Успенского Кремлёвского собора в г. Москва для вечного поминовения. В 1590 году под Ругодивом погибли Яков и Фёдор Васильевичи Кобылины.
В 1557 году царь Иван Васильевич пожаловал Василия Константиновича Сухово-Кобылина в отчине во Пскове городом Кобылье Городище, ему же в 1561 году пожаловал город Гдов.
В 1573 году царскими опричниками числятся: Кобылин Мокшеев Глеб Иванович, Богдан и Степан.
Другие два рода Кобылиных восходят — один к началу, а другой к концу XVII века и были внесены в VI часть родословной книги Московской (Гербовник, IX, 12) и Костромской губерний России.
В родословной книге из собрания князя М. А. Оболенского записано: Род Кобылиных, а от них пошли Лодыгины, Синие, Коновницыны, Обрасцовы, Кокоревы, Колычевы, Стербеевы, Хлуденёвы, Дюдковы, Немятые, Шереметьевы, Неплюевы, Боборыкины, Голтяевы, Беззупцовы, Кошкины, Захарьичи, Ляцкие, Юрьевы, Романовы, Зубатые, Епанчины, Яковлевы.

## Описание гербов

#### Герб. Часть VI. № 10.
Герб рода Кобылиных: на гербе рода Кобылиных изображён щит разделенный перпендикулярно надвое. В правой половине в серебряном поле поставлено дерево. В левой половине в красном поле изображены: два серебряные креста один над другим и над ними Королевская золотая корона.
Щит увенчан дворянскими шлемом и короной. Нашлемник: вороная лошадь в правую сторону обращённая. Намёт на щите красный, подложенный серебром. Герб рода Кобылиных внесён в Часть 6 Общего гербовника дворянских родов Всероссийской империи, стр. 10.

#### Герб. Часть IX. № 12.
Герб потомства Константина Кобылина: щит поделен горизонтально на две половины и верхняя половина разделена вертикально на две части. В верхней половине, в правой части, в голубом поле, изображена согнутая в латах рука с поднятым мечом, а в левой части, в красном поле, серебряная крепость. В нижней половине, в серебряном поле, изображена скачущая влево, вороная лошадь. Щит увенчан коронованным дворянским шлемом. Нашлемник: три страусовых пера. Намёт: красный и голубой, подложенный серебром.

## Известные представители
- Кобылин Василий Константинович — воевода в Корелу (1577).
- Кобылин Фёдор Васильевич — наместник в Яме Запольском (1578).
- Кобылин Иван Васильевич — воевода в Ряской (1587)[4].
- Кобылин Семён Фёдорович — московский дворянин (1668—1677)[9].